# Frontera entre l'Índia i Sri Lanka
La frontera entre l'Índia i Sri Lanka és totalment marítima i està situat a l'oceà Índic. Anteriorment els dos territoris eren colònies de l'Imperi Britànic, i la qüestió es planteja en la independència el 1947 del Raj britànic i de Ceilan l'any següent.
Els dos països estan separats per l'estret de Palk amb una amplada que varia des de 64 fins a 137 quilòmetres. Ambdós països comparteixen el Pont d'Adam, arxipèlag consisteix en bancs de sorra amb d'un costat l'illa índia de Pamban i de l'altra l'illa de Sri Lanka de Mannar.
Els dos països en disputen l'estatut de l'illa de Katchatheevu, finalment atorgada al juny de 1974 a Sri Lanka. En març de 1976 les fronteres foren reconegudes durant tot el golf de Mannar i l'estret de Palk; al juliol de 1976, les coordenades de la unió amb les Maldives s'ha ajustat a 04° 47.04′ N, 77° 01.40′ E / 4.78400°N,77.02333°E en ple mar de les Lacadives.
L'acord sobre la delimitació de la zona marítima va entrar en vigor l'1 de setembre de 1976.